# Ayam bakar
L'ayam bakar est un terme générique qui fait référence à de nombreux plats de poulet cuits au barbecue en Indonésie et en Malaisie. Ayam bakar signifie littéralement « poulet rôti » en indonésien comme en malais.

## Marinade et épices
À Java, le poulet est mariné dans du kecap manis (sauce de soja sucrée) et de l'huile de coco. L'assaisonnement (bumbu) épicé de ce plat, même s'il varie en fonction des régions, se compose d'un mélange d'échalotes, d'ail, de piments, de coriandre, de jus de tamarin, de curcuma, de noix de bancoule, de galangal et de sel.
Toujours à Java, l'ayam bakar est plus sucré que d'autres, utilisant une plus grande quantité de sauce soja sucrée dans sa marinade. En revanche, l'ayam bakar des Minangkabau, de Bali, de Lombok et de la plus grande partie de Sumatra utilise plus d'épices et sera plus rougeâtre à cause d'un emploi plus important de piment et de curcuma et par l'absence de sauce de soja.
Les morceaux de poulet sont d'abord cuits à feu doux dans un mélange épicé pour qu'ils s'en imprègnent bien. Lorsque le poulet est ensuite grillé, le restant du mélange d'épices est appliqué sur le poulet. L'ayam bakar est servi avec du terasi ou du sambal kecap (piments et échalotes dans une sauce de soja) comme sauce ou condiment, avec des tomates ou du concombre.

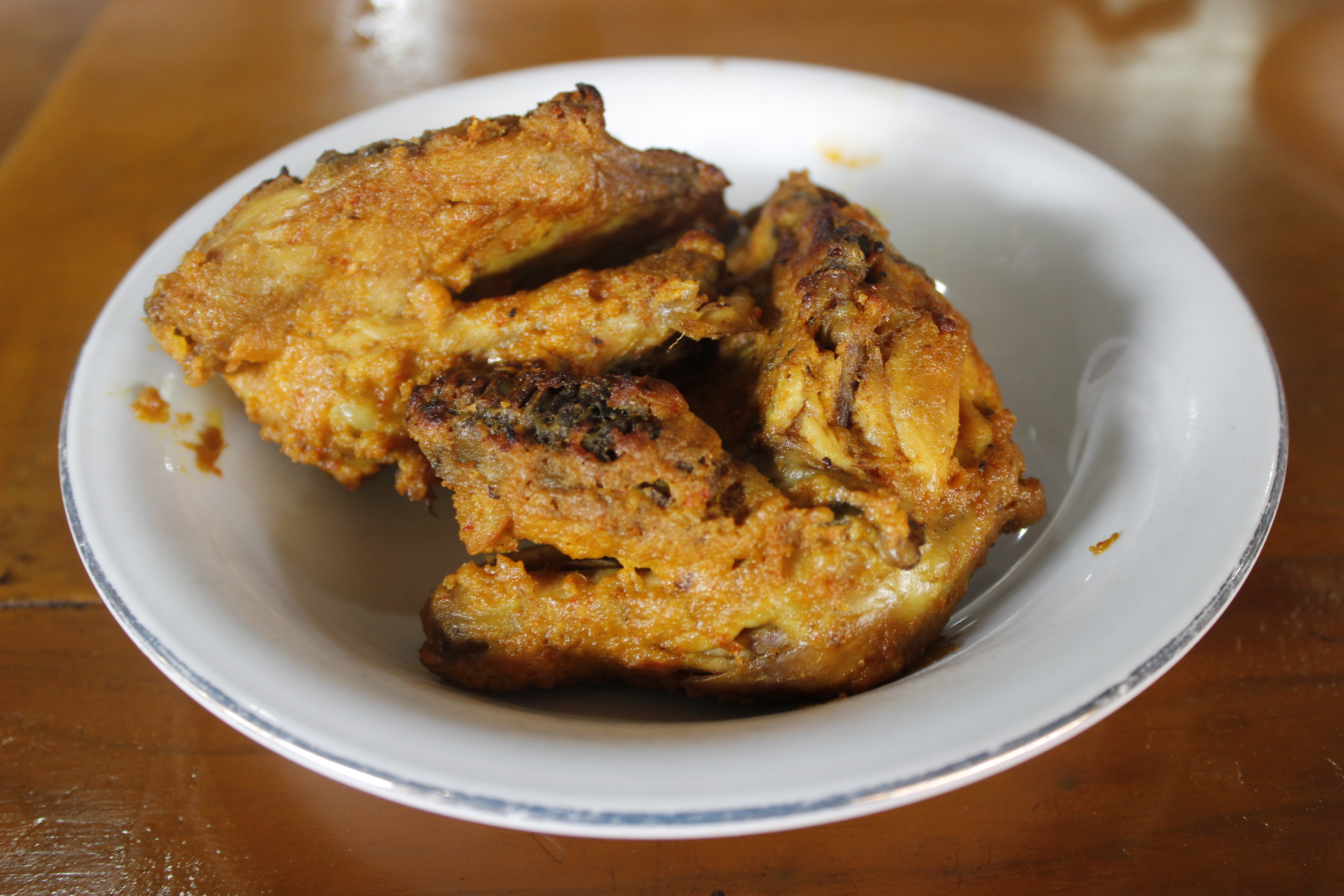
Ayam bakar de Padang.
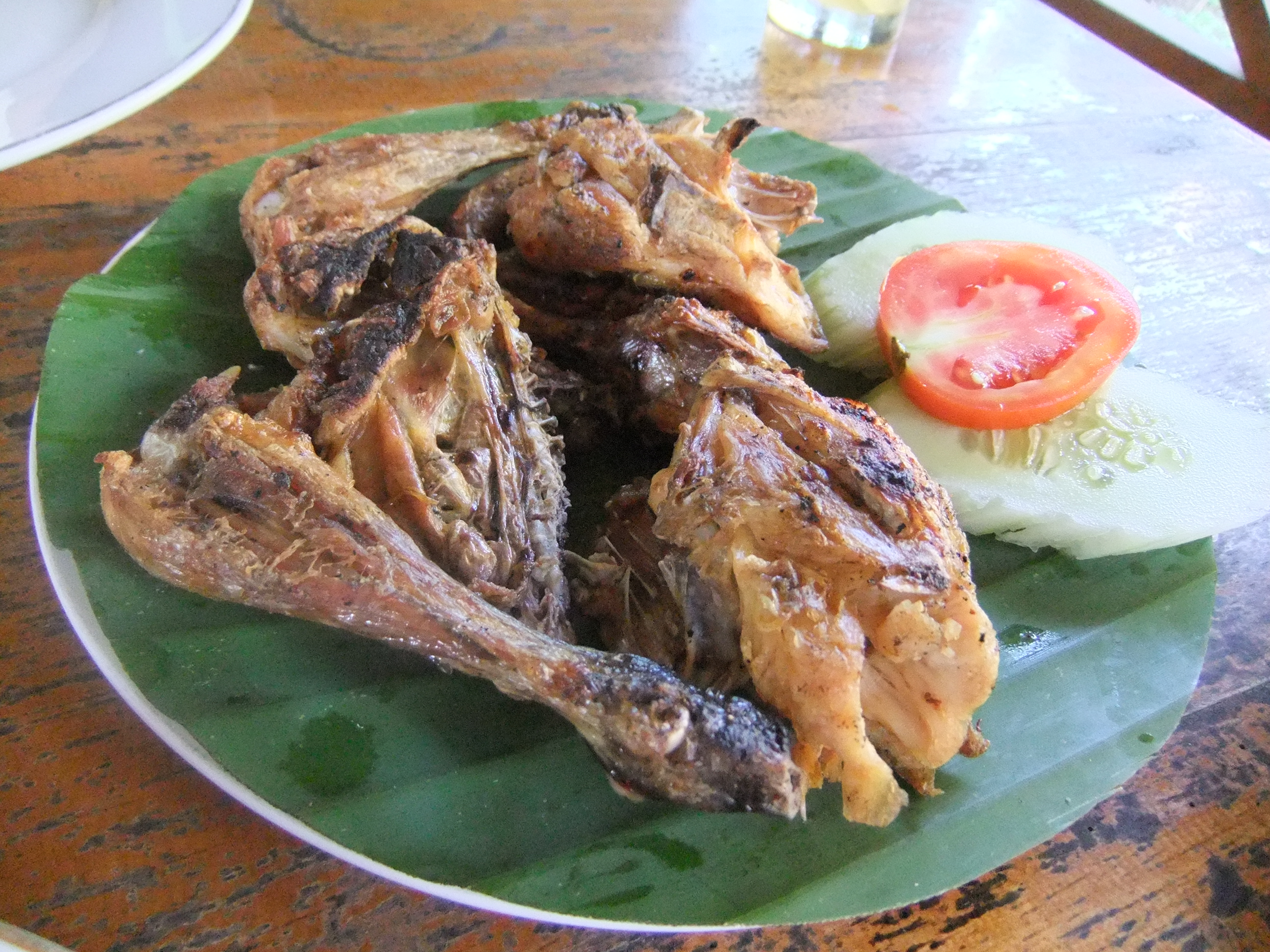
Ayam bakar taliwang de Lombok.

## Variantes
il existe beaucoup de variantes, le plus souvent dans la cuisine de Padang, mais aussi l'ayam percik de Malaisie, l'ayam bakar taliwang de Lombok, le bakakak hayam de Sunda, et l'ayam bakar bumbu rujak de Java.